# Mad River (album)
| Recensione     | Giudizio        |
| -------------- | --------------- |
| AllMusic       | [ 1 ]           |
| Sputnikmusic   | 3.8 (Excellent) |
| Piero Scaruffi | [ 3 ]           |
| Debaser        | [ 4 ]           |

Mad River è il primo album discografico dell'omonimo gruppo musicale di rock psichedelico statunitense, pubblicato dalla casa discografica Capitol Records nell'ottobre del 1968.

## Tracce
Lato A
1. Merciful Monks – 3:40 (Lawrence Hammond)
2. High All the Time – 4:04 (Lawrence Hammond)
3. Amphetamine Gazelle – 2:50 (Lawrence Hammond)
4. Eastern Light – 7:55 (Greg Dewey, Lawrence Hammond)

Lato B
1. Wind Chimes – 7:20 (Mad River)
2. The War Goes On – 12:30 (Lawrence Hammond)
3. Hush, Julian – 1:10 (Lawrence Hammond)

## Formazione
- Lawrence Hammond - voce solista, basso
- Lawrence Hammond - chitarra solista (primo assolo, brano: Wind Chimes)
- Lawrence Hammond - recorder (brani: Wind Chimes e Eastern Light)
- Lawrence Hammond - chitarra a 12 corde (brano: War Goes On)
- Lawrence Hammond - pianoforte (brano: Eastern Light)
- David Robinson - chitarra solista
- Rick Bochner - voce, seconda chitarra
- Rick Bochner - chitarra a 12 corde (brano: Wind Chimes)
- Thomas Manning - voce, chitarra a 12 corde
- Thomas Manning - basso (brani: Wind Chimes e War Goes On)
- Gregory Leroy Dewey - batteria
- Gregory Leroy Dewey - voce (brano: War Goes On)
- Gregory Leroy Dewey - fence, worms recorder (brano: Eastern Light)

Note aggiuntive
- Nikolas Konstantinos Venetoulis - produttore
- Registrato al Golden State Recorders di San Francisco, California
- Baron Leo de Gar Ustinik-Kulka - ingegnere delle registrazioni
- George Jerman - fotografia
- Quest'album è dedicato a Richard Brautigan[8]